# Yongping, Fujian
Yongping är en köping i sydöstra Kina. Den ligger i Wuping härad i staden Longyan i provinsen Fujian, omkring 330 kilometer väster om provinshuvudstaden Fuzhou. Antalet invånare är 11 178. Befolkningen består av 5 623 kvinnor och 5 555 män. Barn under 15 år utgör 16,0 %, vuxna 15-64 år 67 %, och äldre över 65 år 15,0 %.